# Фултон, Джон Фаркуар
Джон Фаркуар Фултон (1 декабря 1899, Сант-Пауло, Миннесота, США — 29 мая 1960, Монреаль, Канада) — американский и канадский физиолог.

## Биография
Родился Джон Фултон 1 декабря 1899 года в Сант-Пауло. Образование получил в Миннесотском и Гарвардском университетах. В 1921 году Джон Фаркуар был приглашён в лабораторию Ч. С. Шеррингтона в Оксфорде и проработал вплоть до 1929 года. С 1929 по 1931 год возглавлял кафедру физиологии в Йельском университете. С 1931 по 1950 год работал на профессуре Стерлинга, с 1950 года до конца жизни работал куратором библиотеки Ослера в университете Мак-Гилла в Канаде.
Скончался Джон Фултон 29 мая 1960 года в Монреале.

## Научные работы
Основные научные работы посвящены изучению механизмов мышечного сокращения и функций ЦНС.
- Организовал отдел истории науки и медицины.

## Научные труды и литература
- Фультон Д. Ф. Физиология нервной системы, 1936.

## Членство в обществах
- Член Американского философского общества.
- Член Королевского колледжа врачей (Лондон).
- Почётный член ряда других зарубежных университетов.
- Член многих других научных обществ.

## Список использованной литературы
- Биологи. Биографический справочник.— Киев.: Наук. думка, 1984.— 816 с.: ил